# 查理·沃茨
查爾斯·罗伯特·「查理」·沃茨（英語：Charles Robert "Charlie" Watts，1941年7月2日—2021年8月24日），滚石乐队鼓手。其年轻时接受过专业的爵士鼓训练，并且常常于伦敦的节奏布鲁斯俱乐部演奏，在那里他遇到了滚石乐队的其他三名成员。1963年作为一名鼓手正式加入了滚石乐队，同时兼任乐队唱片封面和舞台设计。他有时也会和他的个人乐队“查理沃茨五重奏”在“罗尼斯科特爵士俱乐部”演出。
2006年他被选中进入了现代鼓手名人堂，且被名利场杂志将其选入国际最佳装扮名人堂。2016年他被选入滚石杂志“百大鼓手名单”，位列榜单第12名。
2004年時曾因為喉癌進行治療，後來順利抗癌成功。
2021年8月24日，在家人的陪伴下離世，享壽80歲。

## 早期生涯
他出生于伦敦，并且和他的姐姐在金斯伯里一起长大。他在1952年至1956年间于泰勒克洛夫特中學学习；作为一名学生，他当时似乎对于艺术、板球和足球并不在行。
在孩提时期，沃茨曾在温布利区碧景林路23号居住，但此时处于二战时期，温布利区很多房屋被德军投下的炸弹摧毁，作为一个为社区做过很多贡献的人，沃茨和他家人可以在预制房屋中熬过剩下的日子。
沃茨和他的童年好友戴夫·格林在1958到1959年开始了一段音乐生涯，在一个叫做Jo Jones All Stars的爵士乐队之中演奏。